# ソフィアヘメット病院
ソフィアヘメット病院 （ソフィアヘメットびょういん、瑞：Sophiahemmet Sjukhus ）は、スウェーデンの首都ストックホルムにある私立病院。単にソフィアヘメット（Sophiahemmet ）と表記されることもある。

## 概要
ソフィアヘメット病院は、ストックホルム中心部のノーラ・ユールゴーデンにある病院である。病院の関連機関としては、ソフィアヘメット大学がある。スウェーデン王室との関係は1884年にまでさかのぼり、この年に、スウェーデン王妃ソフィア・アヴ・ナッサウの経済的な支援により始まった看護教育は、現在でもソフィアヘメット大学で行われている。病院の建物は、1889年、大通りであるヴァルハラヴェーゲンに面した現在の位置に建てられた。
ソフィアヘメット病院の名誉院長には、1972年以降、スウェーデン王カール16世グスタフの姉であるクリスティーナ王女が就いていたが、2016年1月1日、ソフィア妃の就任が発表され、現在に至っている。ソフィア妃は、2020年4月16日、新型コロナウイルス感染症が世界的に流行する中、医療資源の不足緩和に貢献するため、ソフィアヘメット病院の医療支援スタッフとしてボランティア活動を始めた。